# Route nationale 11 (France métropolitaine)
Pour les articles homonymes, voir N11 et Route nationale 11.
La route nationale 11, ou RN 11, est une route nationale française reliant Frontenay-Rohan-Rohan (près de Niort) à La Rochelle. À l'origine, elle reliait Poitiers à Rochefort.
Le tronçon actuel fait partie de la route européenne 601 ainsi qu'une partie de la route européenne 3 (entre l'échangeur avec la route départementale 137 et La Rochelle).

## Histoire
Jusqu'aux déclassements de 1972, la route nationale 11 reliait Poitiers à Rochefort. Le tronçon de Mauzé-sur-le-Mignon à La Rochelle appartenait alors à la route nationale 22, tandis que la route nationale 11 desservait Surgères et Rochefort via un tronçon aujourd'hui déclassé en D 911.
Le décret du 5 décembre 2005 ne conserve que le tronçon situé entre « la route nationale 248 (entre l'autoroute A 10 et la route nationale 11) » et La Rochelle, au titre de la liaison « Poitiers (A 10)-La Rochelle ». Le tronçon de Fontaine-le-Comte à Frontenay-Rohan-Rohan, au niveau de l'échangeur avec la route nationale 248, est déclassé et sa gestion transférée aux départements de la Vienne et des Deux-Sèvres, sous le numéro D 611.

Le décret du 7 août 2002 a déclaré d'utilité publique les travaux de transformation en autoroute A 810 la RN 11, ainsi que la RN 248, entre Dompierre-sur-Mer et l'A10 à Granzay-Gript (inscrit au JO no 188 du 13 août 2002).

## Parcours

### Tracé actuel

#### De Fontaine-le-Comte à La Crèche (D611)
Les principales communes traversées sont :
- Échangeur entre RN 10 et D 611
- Fontaine-le-Comte (km 1)
- Coulombiers (km 9)
- Lusignan (km 17)
- Rouillé (km 25)
- Soudan (km 36)
- Saint-Maixent-l'École (km 44)
- La Crèche (km 54)

#### De La Crèche à Frontenay-Rohan-Rohan (D 611)
- Carrefour giratoire entre D 611, A83 ( 11 D611) et D647 : 
  - D611 : Poitiers, La Crèche, Saint-Maixent-l'École, Hélianthe
  - D647 : La Mothe-Saint-Héray, Fressines, Mougon, Centre Routier, ZA Champs Albert, ZA des Grands Champs
  -  A83 : Poitiers, Nantes, Bordeaux (Péage)
  - D611 : Niort, Chauray, Espace Mendès France
- Début de la section en 2 × 2 voies, jusqu'à Niort.
- 1 D107 & D5 : François, Chavagné, ZA de Baussais, ZA Fief de Baussais
- 2 D125 : Chauray, Vouillé, Zone commerciale, Services Départemental d'Incendie et de Secours, Parcs d'Activités
- Périphérie de Niort.
- 3 : ZA Nord Chauray (sens La Crèche-Niort et depuis Niort) +  Aire de service de Chauray (sens Niort-La Crèche)
- 4 D648 : Niort-Centre, Angers par RD, Cholet
- Entrée sur sortie vers D611.
- Avant giratoire.
- Carrefour giratoire entre D611, D248 et D182 : La D611 devient la D248 en direction de Niort-Centre. (km 68)
  - D611 :  Nantes,  Angers,  A83,  A10,  Poitiers, La Crèche, Saint-Maixent-l'École
  - D182 : Chauray
  - D248 : Niort-Centre, Angers par RD, Cholet
  -  Espace Mendès France 2, Zone d'Activités de Chauray
  - D611 :  Saintes, Nantes par RD, Limoges, La Rochelle, Marais Poitevin, Espace Mendès France 1
- Périphérie de Niort.
- 4.1 (trois-quarts d'échangeur, sens La Rochelle-Niort) : Espace Mendès France 2, Zone d'Activités de Chauray
- 5 : Espace Mendès France 1 & 2, Zone d'Activités de Chauray
- 5.1 (demi-échangeur, depuis et vers Niort): Niort-Souché
- Réduction à 1 voie.
- Portion à 2 × 1 voies, sans séparation centrale.
- 6 D948 :  A10,  A83,  Saintes (Péage),  Poitiers (Péage),  Angers (Péage), Niort-Centre, Angoulême, Limoges, Melle
- 7 D740 : Niort-Goise, Aiffres, Centre Équestre
- 7.1 D106 (demi-échangeur, depuis et vers Niort) : Fors, ZI Saint Florent, Golf et Hippodrome
- 8 D650 :  A10 (Bordeaux), Saintes, Niort-Centre, Niort-Saint Florent
- Avant giratoire.
- Carrefour giratoire entre D611, D811, C7 et Voirie locale :
  - D611 :  A10,  Poitiers,  Saintes, Limoges, ZI Saint Florent
  - CPAM, Centre d'Examens de Santé
  -  Centre Commercial
  - C7 : Bessines, Hôtels
  - D811 :  A83,  Nantes, Angers par RD, Niort-Centre, ZI Saint Liguaire, Parc des Expositions et des Loisirs
  - D611 : Rochefort, La Rochelle, Frontenay-Rohan-Rohan, Surgères, Marais Poitevin
- Portion courte en bordure d'agglomération, Montamisé, commune de Bessines.
- Carrefour giratoire entre D611, D3 et C12 :
  - D611 :  A10,  A83, Niort, PA des Portes du Marais
  - C12 : Lotissement Bel-Horizon
  - D3 : Bessines, Sansais, Saint-Hilaire-la-Palud, Marais Poitevin
  - D611 : La Rochelle, Rochefort, Frontenay-Rohan-Rohan, Mauzé-sur-le-Mignon
- Portion à 2 × 1 voies, sans séparation centrale.
- Carrefour giratoire entre D611 et C8 :
  - D611 : Niort, Marais Poitevin
  - Site du Gros Buisson, West Appart'Hôtel, Karting, Poney Club, Roland Paintball
  - C8 : Saint-Symphorien, ZA Charconnay, Crameuil
  - D611 : La Rochelle, Rochefort, Frontenay-Rohan-Rohan, Mauzé-sur-le-Mignon
- Portion à 2 × 1 voies, sans séparation centrale.
- Début de la 2 × 2 voies, à l'approche de Frontenay-Rohan-Rohan (km 79).

#### De Frontenay Rohan-Rohan à La Rochelle (N 11)
- Début de 2 × 2 voies.
- 12 D174 : Frontenay-Rohan-Rohan-Zone Industrielle, Saint-Symphorien
- 13 D102 – villes desservies : D1 : Frontenay-Rohan-Rohan-Centre, Le Pont
- 13.1 N248  Échangeur entre RN 11 et N 248 (de et vers La Rochelle) :  A10,  Poitiers (Péage)
- Fin de la RD611, début de la RN11.
- 14 D1 : Épannes, Usseau, Coulon, Magné, Marais Poitevin (km 84)
- 14.1 D1E2 (de et vers La Rochelle) : Épannes, Zoodyssée
- 15 D184 : Le Bourdet, La Rochénard, Prin-Deyrançon, Épannes-ZA (km 86)
- 16 D101 : Mauzé-sur-le-Mignon, Usseau, Pont-Breuil-Deyrançon, Prin-Deyrançon, ZI Prin-Deyrançon, ZI Mauzé-Est (km 91)
- Réduction à 1 voie. Fin de 2 × 2 voies.
- Portion à 2+1 voies : 
  - 1 voie : 
  - 2 voies :
- 17 D51 – villes desservies : D911 : Rochefort, Surgères, Mauzé-sur-le-Mignon
- 18 C22 : Cram-Chaban, ZI Mauzé-Ouest
- Retour en 2 × 2 voies.
- 19 D114 – villes desservies : D207 (2 demi-échangeurs) : La Laigne, Cram-Chaban, Saint-Georges-du-Bois, Marais Poitevin (km 99)
- 20 D116 : Benon, Courçon, Marans
- 20.1 D206 (depuis et vers Niort) : Ferrière (km 107)
- 21 D115 : Saint-Jean-de-Liversay, Marans, Saint-Sauveur-d'Aunis, Le Gué-d'Alleré, Ferrière, Surgères, ZA Beaux Vallons
- 22 D109 : Saint-Jean-de-Liversay, Nuaillé-d'Aunis (km 113)
- 23 D109E1 : Longèves, Vérines, Angliers, Nuaillé-d'Aunis
- 23.1 D203E1 (depuis La Rochelle) : Angliers
- 24 D112 : Loiré, Longèves, Vérines
- Aire de repos d'Arrêt (dans les deux sens)
- 25 D137 : Sainte-Soulle, Marans, Nantes, La Roche-sur-Yon, Angers, Saint-Nazaire
- 26 D202 – villes desservies : D107 (2 demi-échangeurs) : Dompierre-sur-Mer (km 125, 127 et 128)
- Périphérie de La Rochelle.
- 27 D9 : Chagnolet, Saint-Xandre, Luçon, Villedoux, La Roche-sur-Yon (km 129)
- Aire de service Total (dans les deux sens)
- Avant échangeur et entrée dans La Rochelle.
- 28 D263 : Puilboreau, Périgny, Rompsay, Centre Commercial de Beaulieu
- Avant entrée dans La Rochelle et feux tricolores.
- Échangeur entre RN11, RN137 et RN237 :
  - N237 : Île de Ré, Aéroport, Port Atlantique, Port de Pêche
  - N137 :  Bordeaux, Rochefort, Angoulême, Parc des Expositions, Vieux Port (Parking Relais Navette Bus)
- Fin de voie à accès réglementé.
- Entrée dans l'agglomération de La Rochelle. (km 137)

### Ancien tracé de Mauzé-sur-le-Mignon à Rochefort (D 911)
Les principales communes traversées sont :
- Mauzé-sur-le-Mignon
- Surgères
- Saint-Germain-de-Marencennes
- Muron
- Rochefort

## Sites remarquables
- Lusignan : le plus grand château fort de France ou ce qu'il en reste avec son parc - spécialités: les macarons et les raymondins. Une légende : la fée Mélusine. À quelques kilomètres Sanxay ancien village gallo-romain.
- La Rochelle : Vieille ville, remparts, vieux port et ses tours, aquarium, poissons et fruits de mer.
- Rochefort sur Mer : La place Colbert des Demoiselles, la maison de Pierre Loti (musée), le Pont transbordeur de Rochefort, la Corderie Royale.